# Haarainlampi
Haarainlampi är en sjö i Finland. Den ligger i kommunen Rovaniemi i landskapet Lappland, i den norra delen av landet, 700 km norr om huvudstaden Helsingfors. Haarainlampi ligger 161 meter över havet. Arean är 24,4 hektar och strandlinjen är 3,25 kilometer lång. Sjön  ingår i Kemi älvs huvudavrinningsområde. 